# 三民路 (蘆洲區)
三民路（英語：Sanmin Road）是新北市蘆洲區的一條道路，分別通往中山一路與成蘆大橋。本道路是市道103號一部分, 為蘆洲區通往三重區及五股區主要幹道，捷運蘆洲線位於該道路地下。

## 行經路線
全線皆位於新北市蘆洲區內，自蘆洲區中山一路起由東南朝西北方向通往成蘆大橋，該路門牌號碼終止於環堤大道。

## 節點道路
- 市道103號中山一路
- 民族路(二次交會)
- 得勝街
- 北64線復興路
- 保和街
- 北63線中正路
- 長榮路
- 環堤大道

## 沿路設施
- 全民醫院(7號)
- 全國電子蘆洲三民門市(10號)
- 永豐商業銀行蘆洲分行(30號)
- 遠東國際商業銀行蘆洲分行(38號)
- 臺灣銀行蘆洲分行(50號)
- 頂好超市蘆洲三民店(54號)
- 安泰商業銀行蘆洲分行(72號)
- 屈臣氏溪墘店(75、77號)
- 合作金庫商業銀行蘆洲分行(84號)
- 蘆洲公園
- 中華電信蘆洲服務中心(91號)
- 新北市蘆洲區公所(95號)

- 新北市立三民高級中學(96號)
- 中華郵政蘆洲郵局(三重15支)(97號)
- 台灣中油蘆洲站(99號)

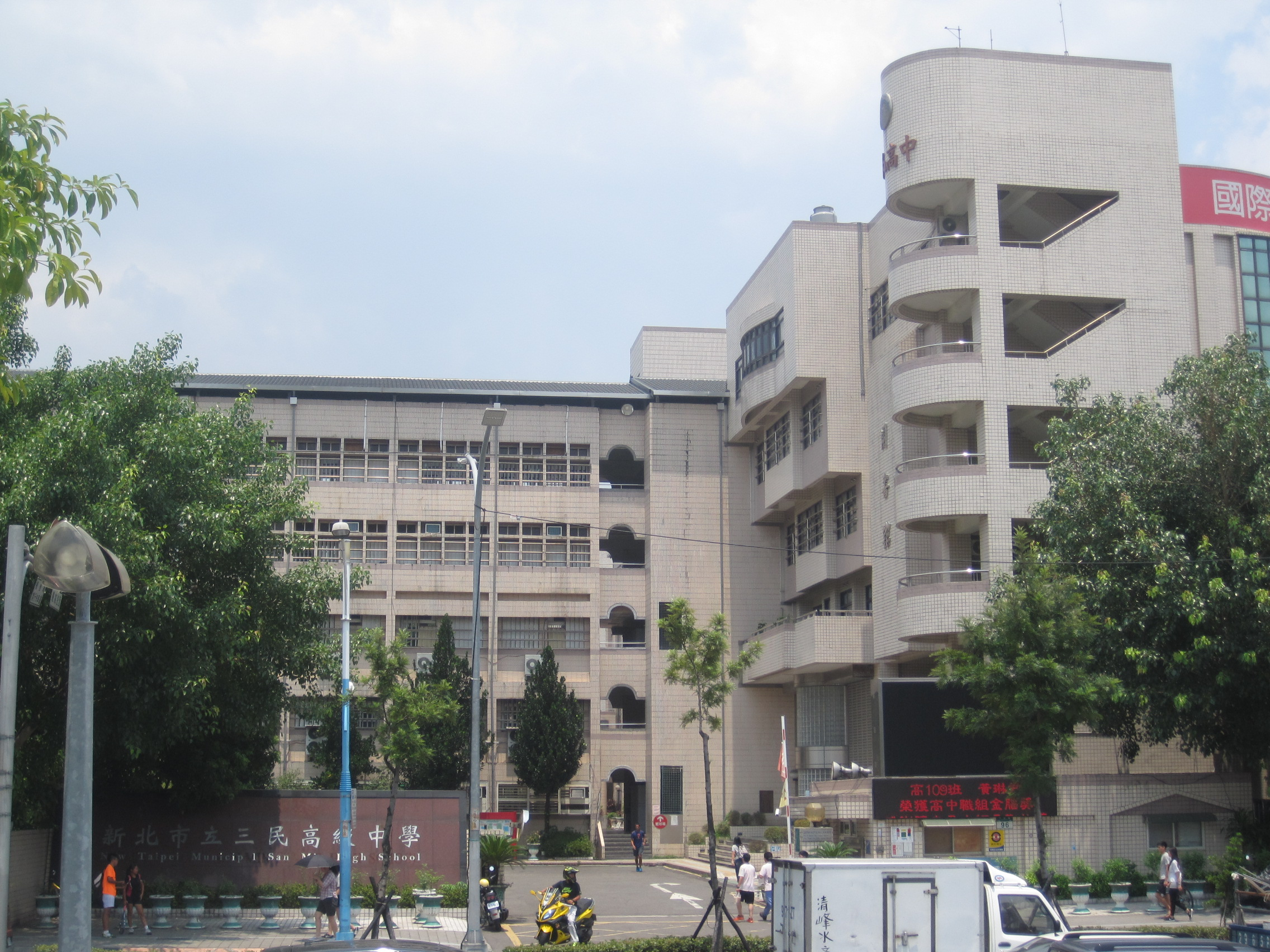
新北市立三民高級中學校門口

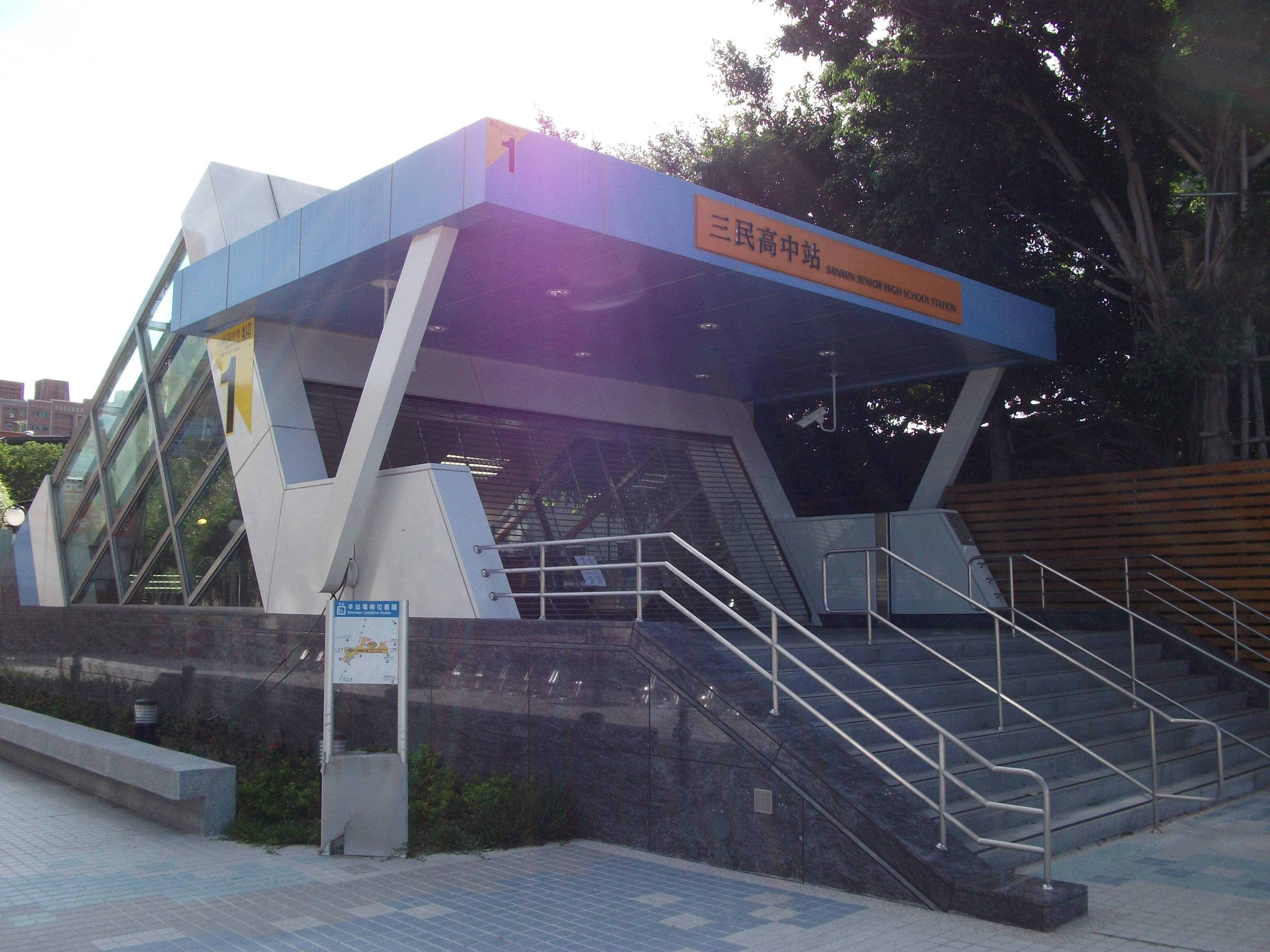
三民高中站1號出口

- 台北捷運 中和新蘆線三民高中站(105號地下一樓)
- 肯德基蘆洲三民餐廳(116號)
- 林建生紀念圖書館(178號)
- 國立空中大學後門
- 亞太電信蘆洲三民門市(224號)
- 上海商業儲蓄銀行蘆洲分行(249號)

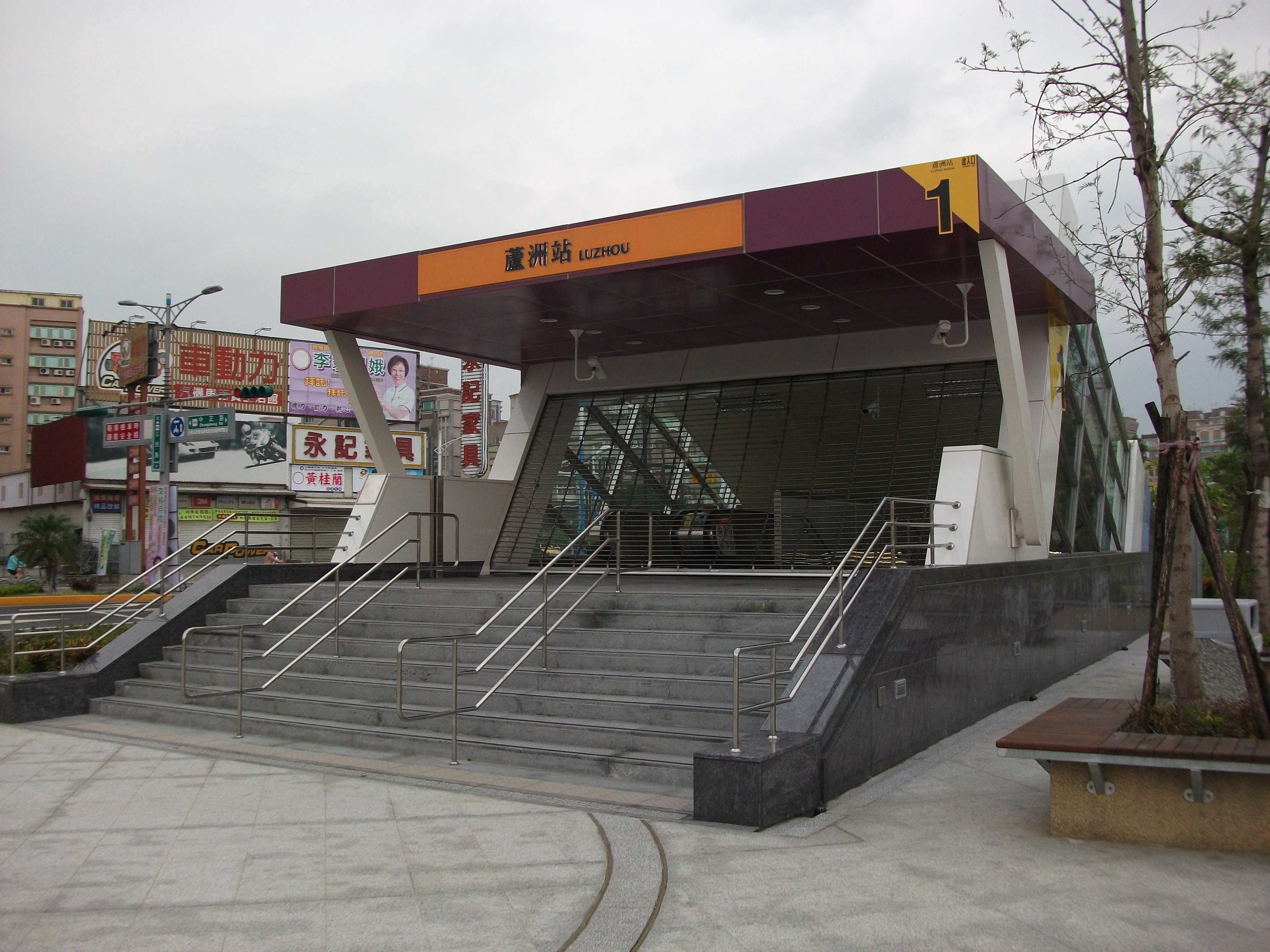
蘆洲站1號出口

- 台北捷運 中和新蘆線蘆洲站(386號地下一樓)
- 蘆洲捷運公園
- 台灣中油蘆洲三民路站(550號)
- 新北市政府警察局蘆洲分局暨三民派出所舊廳舍{2021年10月29日搬遷至長榮路200號) (609號)
- 新北市救難協會(617號)
- 蘆洲三民公園

## 公車站牌
該路公車站牌由東南向西北方向設置如下：
- 鷺江國小(三民路)
- 蘆洲區公所
- 捷運三民高中站
- 空中大學
- 民族路口
- 捷運蘆洲站
- 灰瑤

## 新北市公共自行車租賃系統站點
該路新北市公共自行車租賃系統共設有5站點，由東南向西北方向設置如下：
- 三民中山一路口(8號前)
- 捷運三民高中站(1號出口)(105號)
- 林建生紀念圖書館(178號前)
- 捷運蘆洲站 (三民路/中正路口)
- 蘆洲三民公園(615號對面人行道)